# Морской стиль (мода)

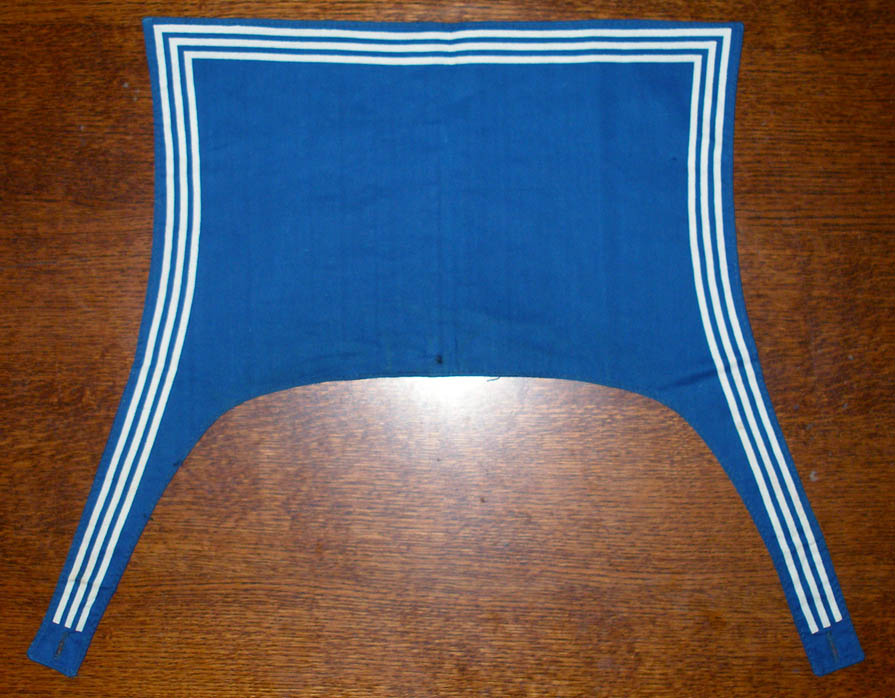
Российский форменный матросский воротник — «гюйс».

Морской стиль, матроска — разновидность стиля одежды, обуви или аксессуаров, отличающаяся заимствованными элементами флотского костюма (сине-белая полоска, напоминающая тельняшку и матросский воротник), изображениями снастей корабля (например, якорь) и т. п. Курортный гардероб обычно содержит предметы одежды в этом стиле.

## История
Родина данного стиля — Великобритания. Королева Виктория способствовала его популярности, одев своего сына в костюм моряка в 1846 году.
Во второй половине XIX — начале XX века этот стиль часто находил отражение в женской и мужской моде. В XIX — начале XX века морской стиль был обязательным атрибутом детской одежды представителей высшего общества Европы и России.
Пионерки в матросках описаны в повести Платонова «Котлован» (1930).

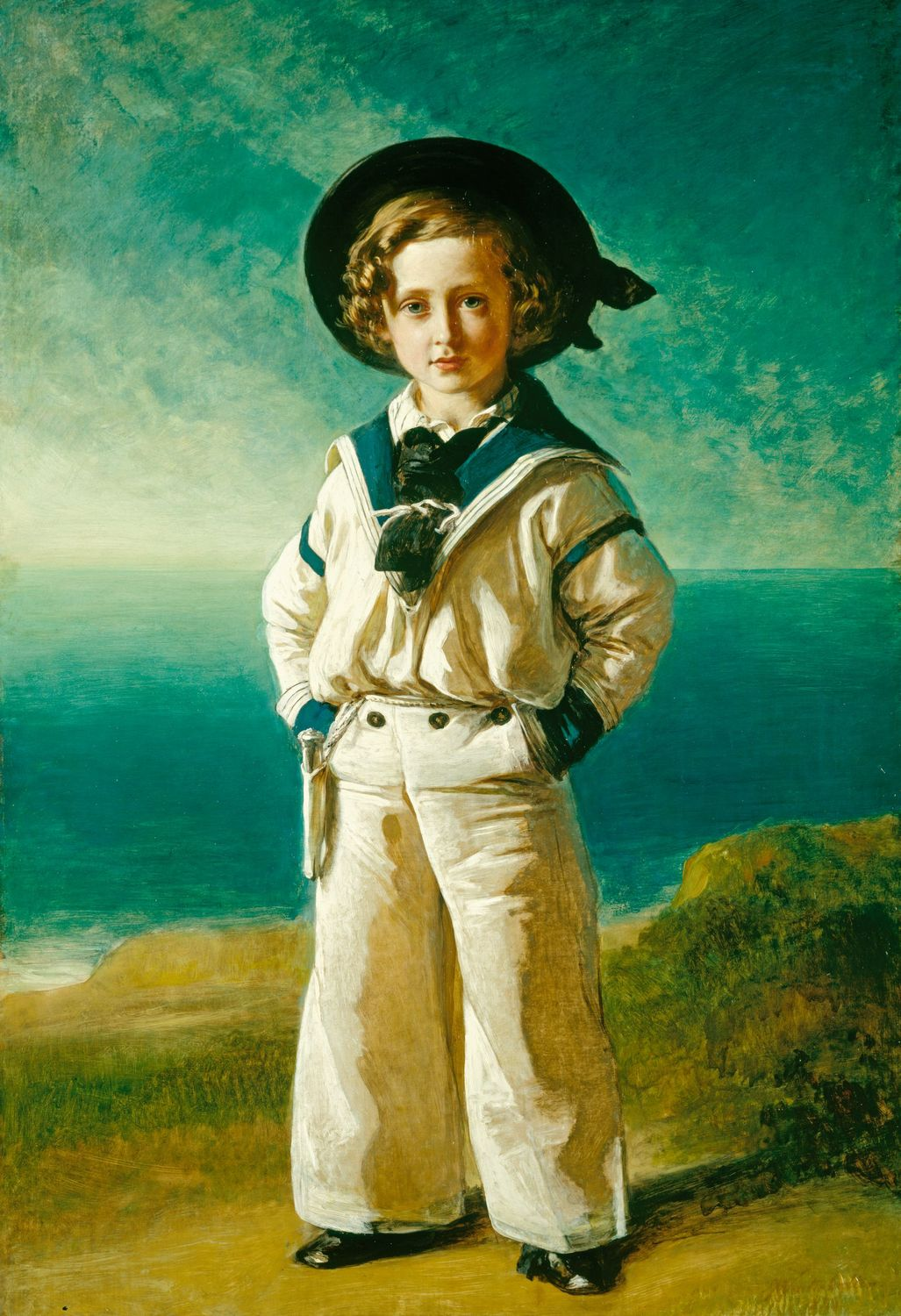
Альберт Эдуард принц Уэльский (будущий Эдуард VII) в матросском костюме от Франца Ксавера Винтерхальтера, 1846 год.
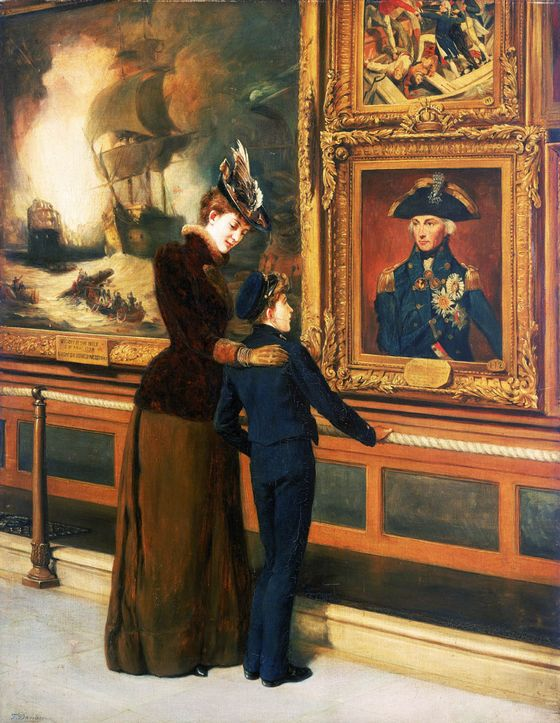
«Гордость и слава Англии», Томас Дэвидсон, 1894 год. Юный военно-морской кадет и его мать рассматривают портрет Горацио Нельсона. Национальный морской музей.
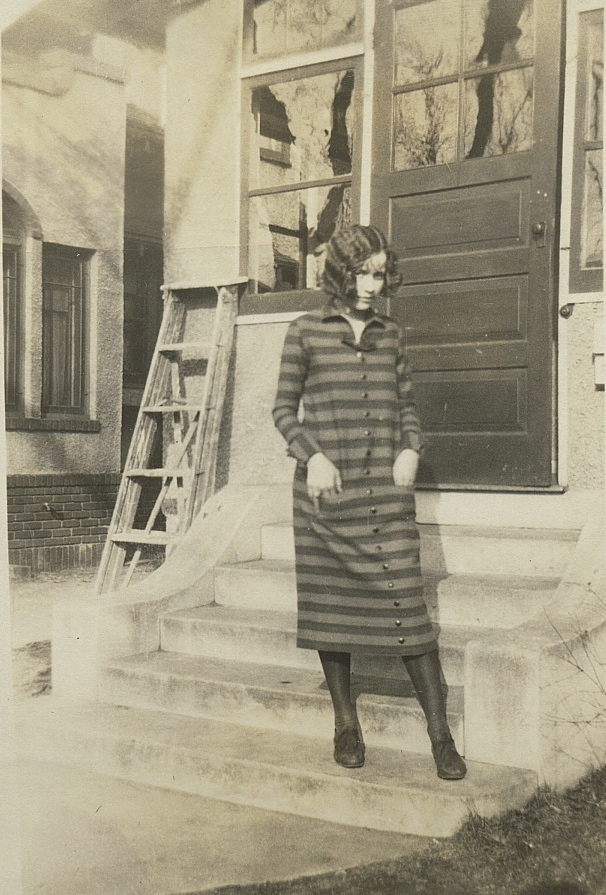
Платье в морском стиле. 1925 год.
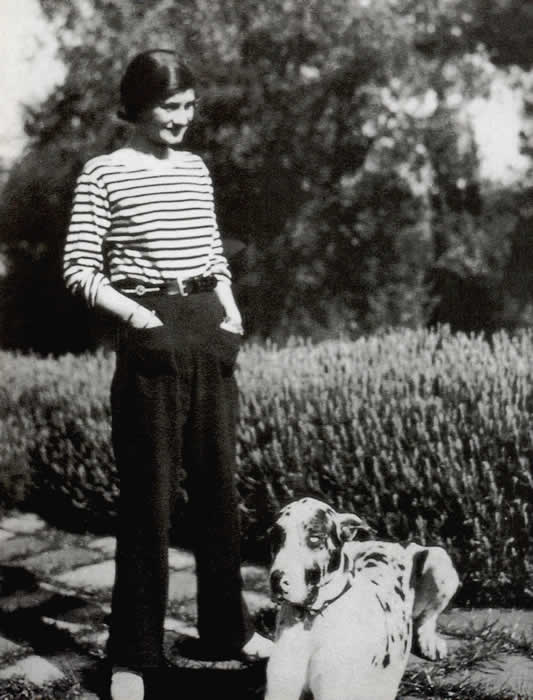
Коко Шанель 1928 год.
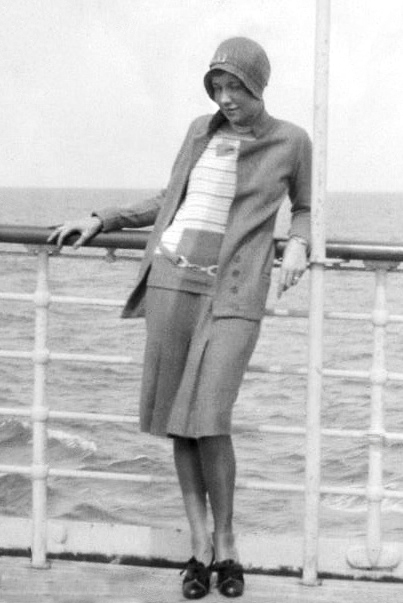
Костюм в морском стиле. 1929 год.
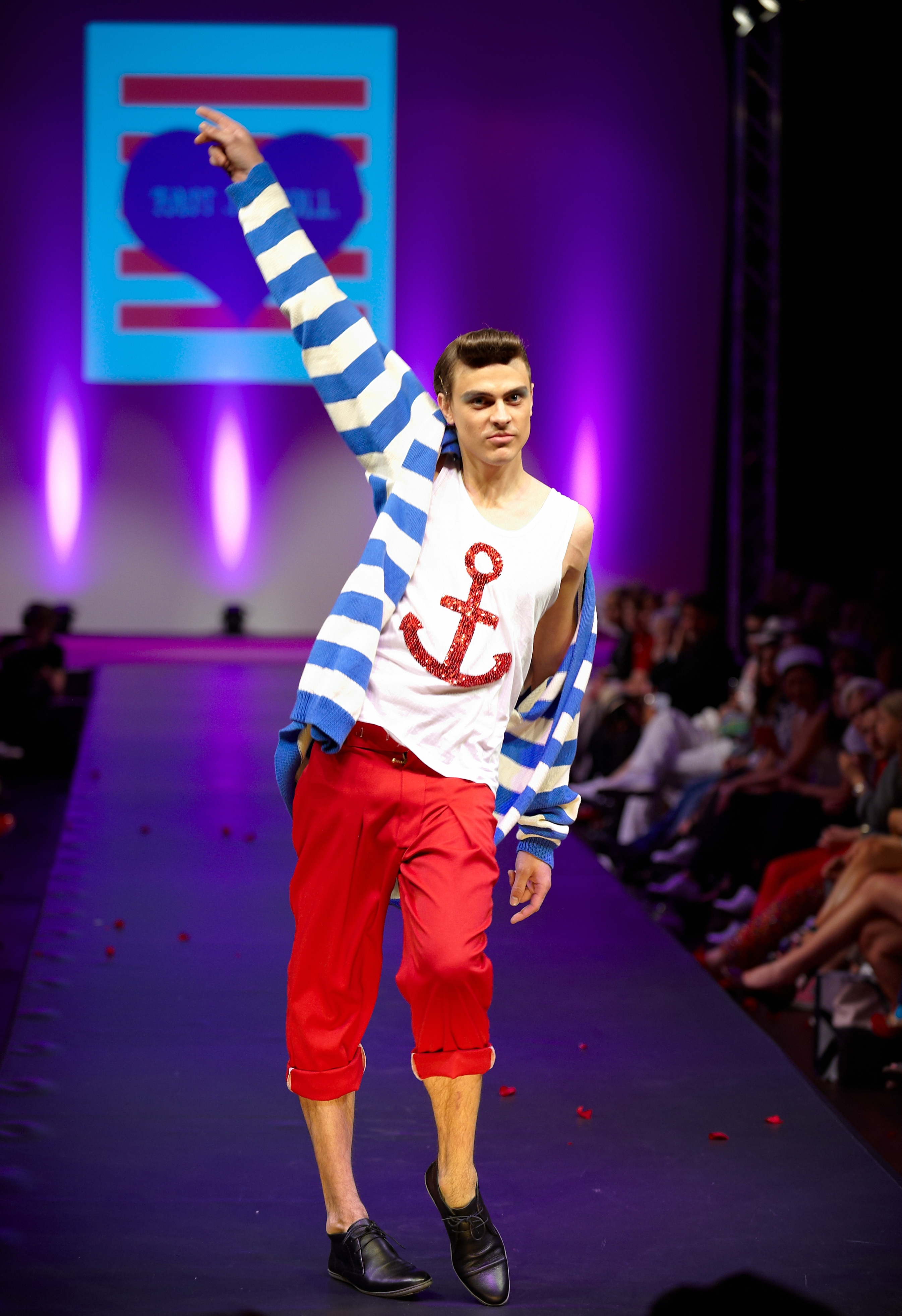
Fam Irvoll, неделя моды 2009 в Осло.
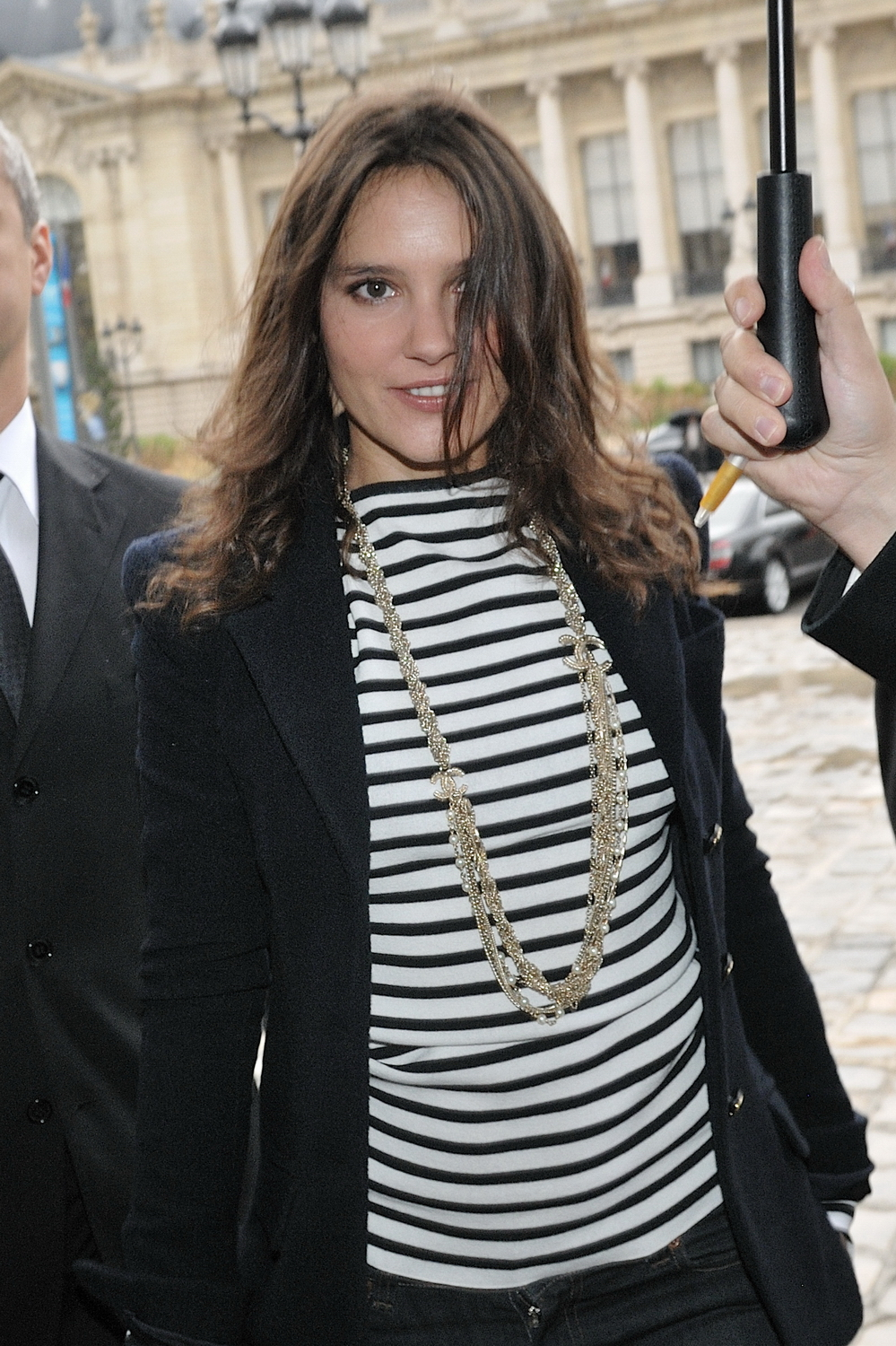
Виржини Ледуайен в морском стиле от Chanel, 2009.

Коллекции в морском стиле выпускались под марками
- Vivienne Westwood: коллекция Pirate 1981 года[5]
- Chanel[5]
- YSL[5]
- D&G: коллекция весна-лето 2009 года[6]
- Diesel: коллекция весна-лето 2009 года[7]
- Fam Irvoll: коллекция весна-лето 2009 года
- Musto: коллекция 2010 года

## Японская школьная форма в морском стиле

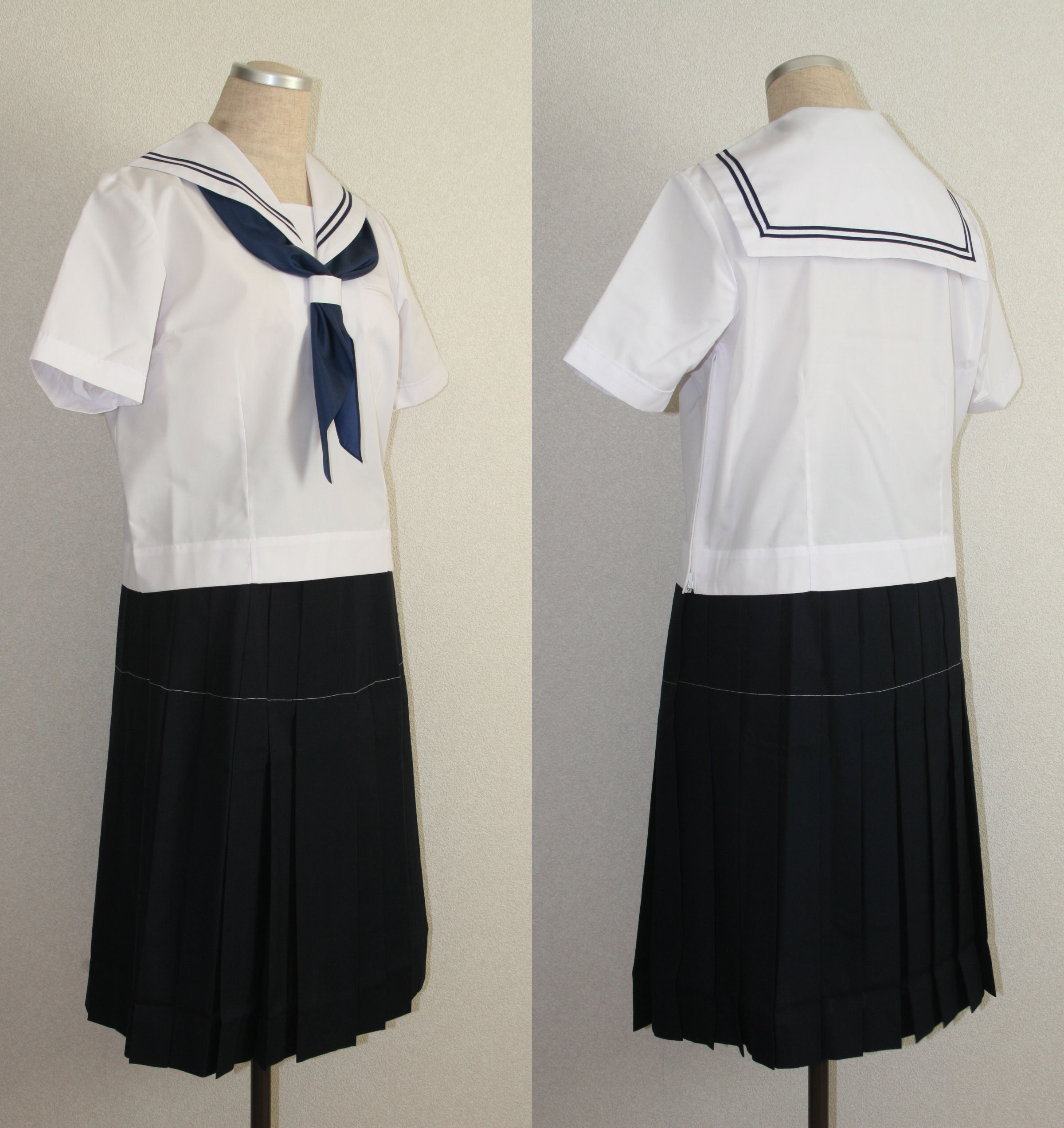
Летний вариант.
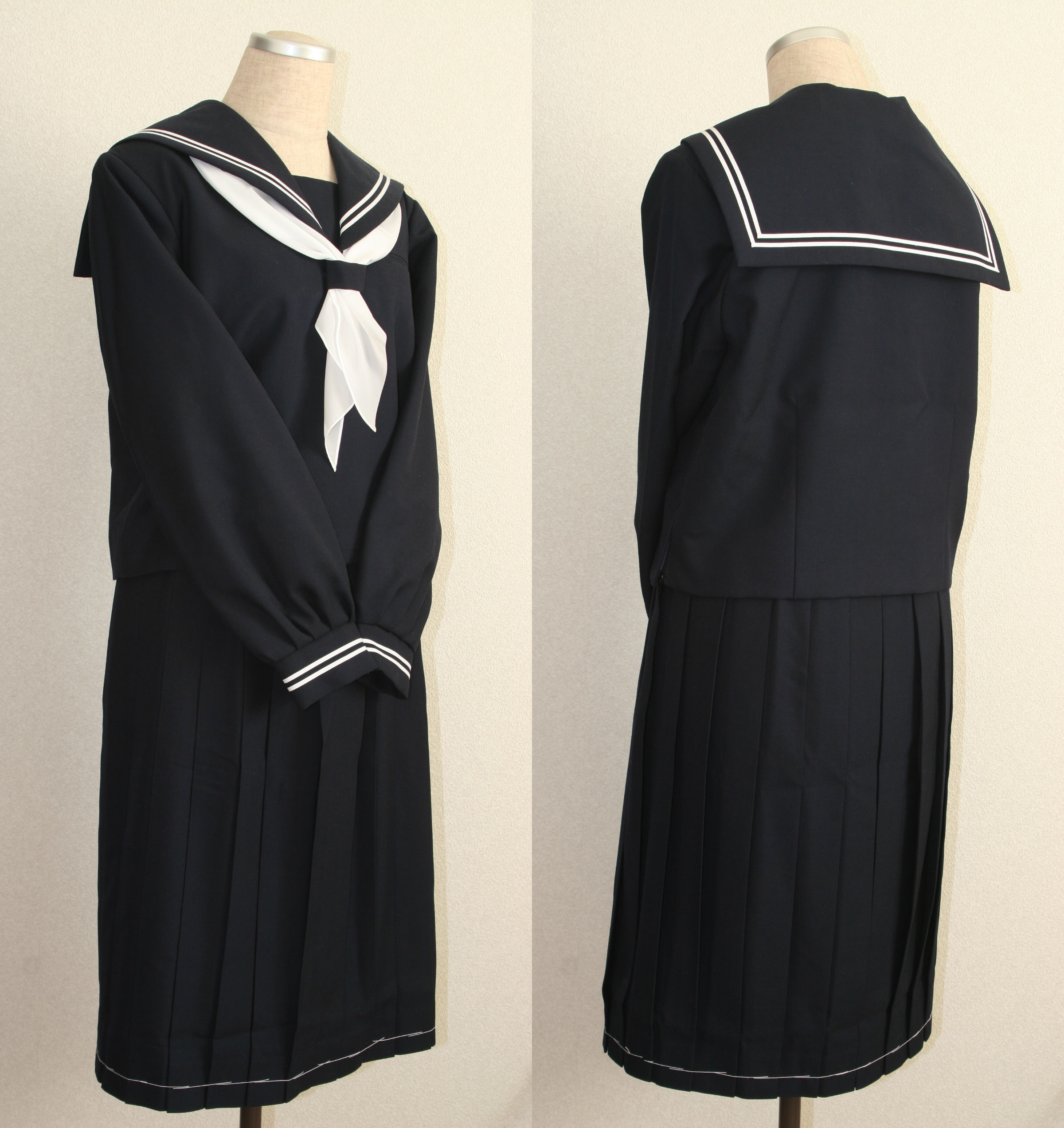
Зимний вариант.
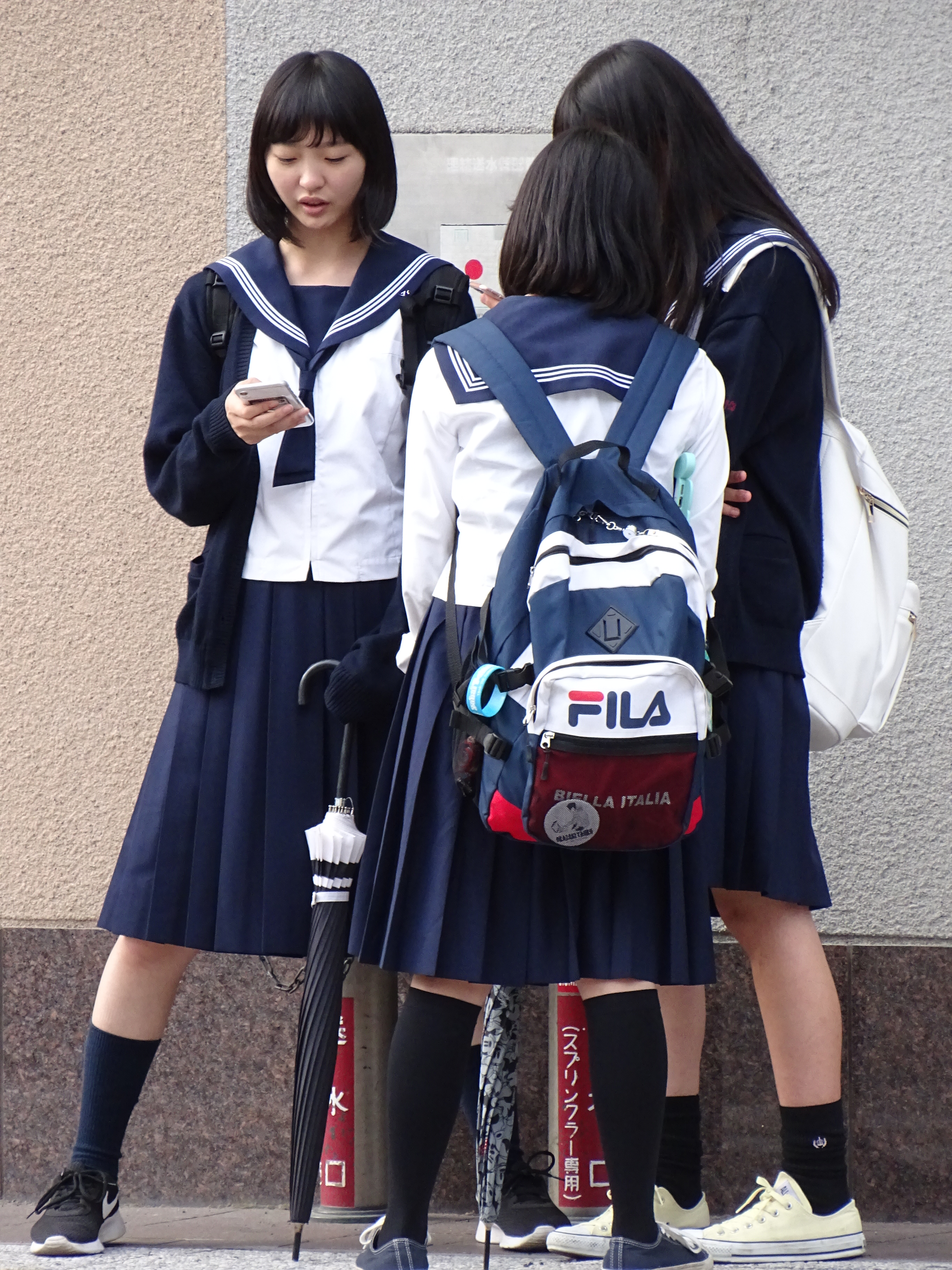
Школьницы в городе Асахикава, Хоккайдо, 2019.
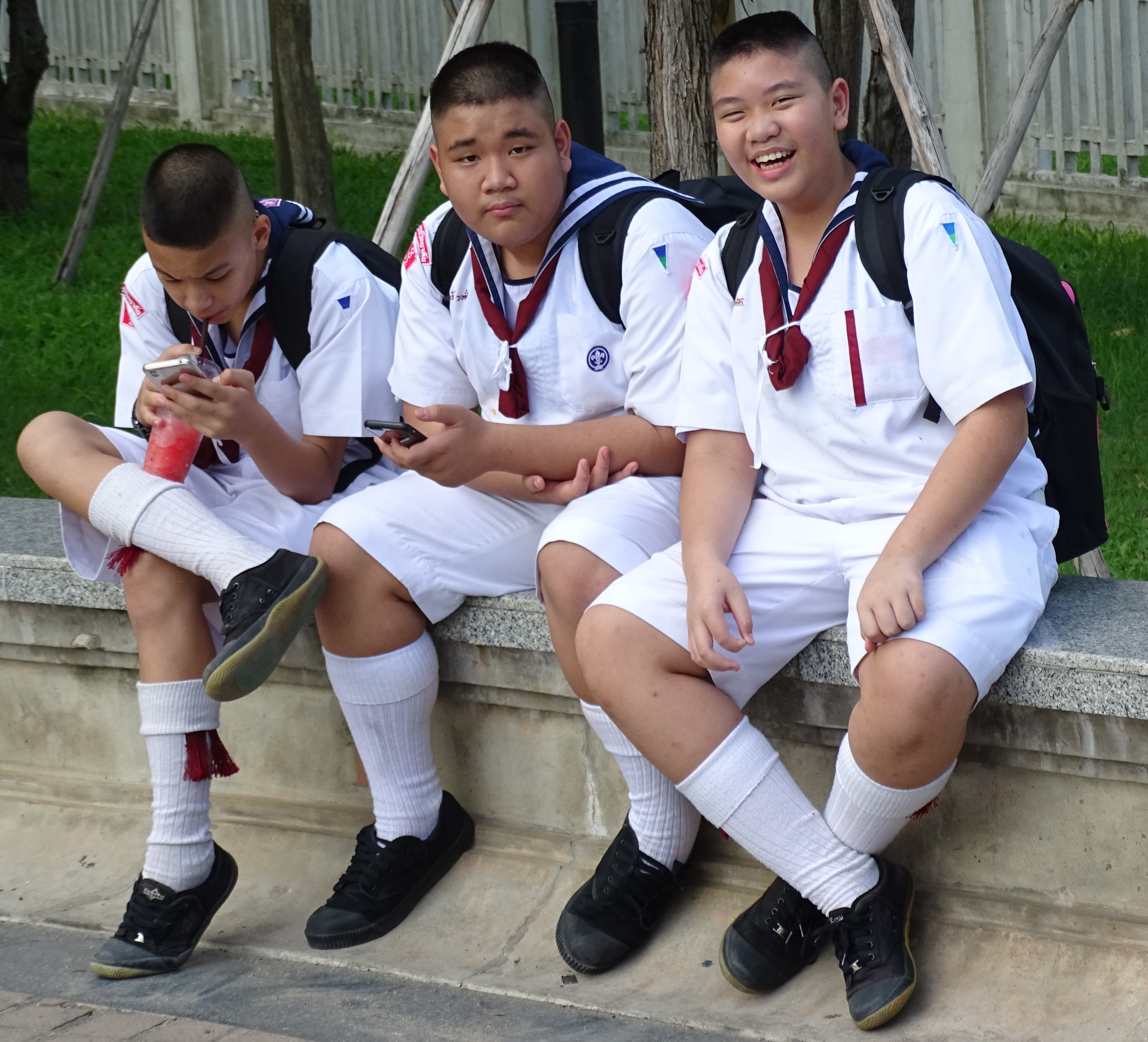
Школьники возле Музея народной жизни Ланна, Чиангмай, Таиланд, 2017.
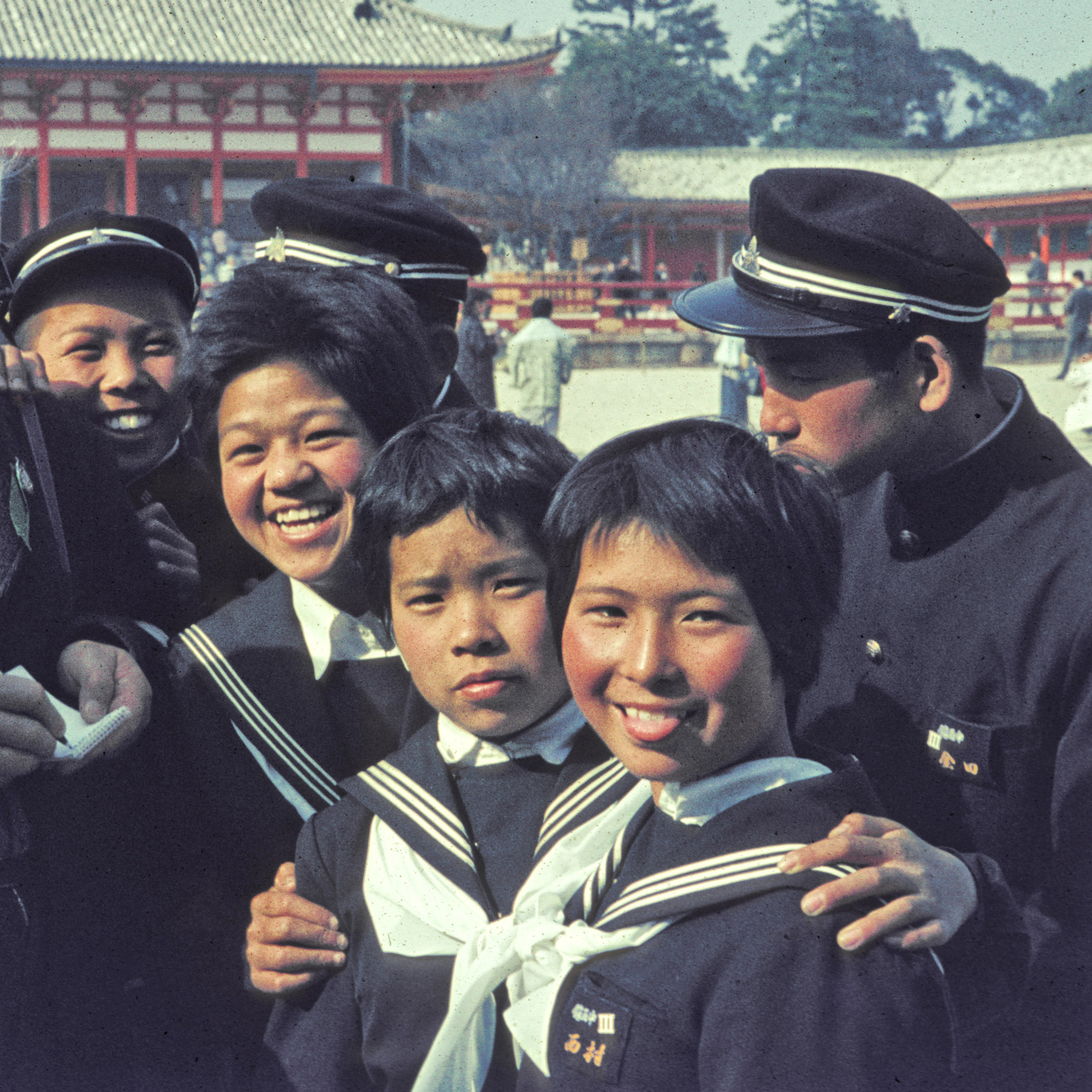
Ученики младших классов посещают Храм Хэйан в Киото, 1965.